# AN/APG-68
AN/APG-68 — авиационная БРЛС с дальностью порядка 160 миль (250 км). Представляет собой Импульсно-доплеровский радар, разработанный Westinghouse (ныне Northrop Grumman) для замены РЛС AN/APG-66 на самолётах F-16 Fighting Falcon. РЛС AN/APG-68 состоит из следующих модулей:
- Антенна
- Двухрежимный Трансмиттер (Dual Mode Transmitter, DMT)
- Модуль маломощных радиочастотных сигналов (Modular Low-power radio frequency, MLPRF)
- Программируемый сигнальный процессор (Programmable signal processor, PSP)

В наиболее современной модификации AN/APG-68(V)9, кроме увеличения дальности обнаружения целей, имеет возможности SAR (РЛС с синтезированной апертурой).
Модификацией APG-68(V)9 оснащены несколько вариантов истребителя, включая F-16D Block 52+s ВВС Израиля, Турции, Марокко, Греции, Пакистана и F-16C/D Block 52+s ВВС Польши

## Модули
- Программируемый сигнальный процессор (PSP) — основной компонент РЛС, отвечает за обработку сигналов, выбор частот, оцифровку сигналов для отображения на B-Scope. PSP управляется через F-16 Heads Down Display Set (HDDS), часто называемый многофункциональным дисплеем (англ. Multi-Function Display, MFD). В PSP также имеются управляющие схемы для взаимодействия с ГСН ракет класса Воздух-Воздух и Воздух-Поверхность; системы управления режимом сканирования, системы для работы в режимах SAR/ISAR.
- Модуль маломощных радиочастотных сигналов (MLPRF) — генератор частоты для радара. Частоты зависят от случайного выбора частоты из таблиц PSP при включении системы. MLPRF генерирует маломощный ВЧ сигнал, передаваемый на DMT для усиления. По обратной связи MLPRF контролирует целостность усиленного сигнала (через проверку контрольных сумм). Также MLPRF отвечает за прием сигнала, отраженного целью, и обработку радиосигналов для последующей отправки в PSP для видео-обработки, распознавания целей и угроз согласно таблицам целей и отображения на дисплее.
- Двухрежимный Трансмиттер (DMT) — радарный передатчик с напряжением 24 кВ, использующий лампу бегущей волны (ЛБВ), которая создает усиленный радиосигнал для передачи на антенну. ЛБВ управляется от оптических импульсов от внутренних модулей DMT под названием Pulse Decker Unit и от катодного и анодного контакта ЛБВ.
- Антенна — плоская антенна, разработанная для приема радиоволн и передачи их по волноводам. Создана по схеме PMW (Pulse Modulated Wave), состоит из волноводного антенного переключателя (дуплексера), модулей контроля фаз для квадратурных сигналов, фазовращатели (используются для квадратурных I/Q сигналов) и моторизированный карданов подвес для позиционирования антенны.

## Режимы работы
В целом, APG-68 имеет до 25 различных режимов работы. Среди них:
- Range while scan
- Track while scan (10 путей)
- Velocity search
- Ground mapping — режим картографирования с доплеровским обострением луча
- Детектирование и отслеживание движущихся наземных целей
- Режим работы над морем
- Air-to-surface ranging

## ТТХ
- Вес (V)1: 172 кг; (V)9: 164 кг
- Объём 0.13 м³
- Размеры антенны (не более) 480 x 720 мм
- Зона поиска: 120 ° × 120 °
- Угловое покрытие по азимуту: ±10 ° / ± 30 ° / ± 60 °
- Частотный диапазон: 8-12,5 ГГц (тестируется расширение до 26 ГГц)
- Дальность действия по воздушным целям: 296 км (и около 75 км для цели с ЭПР 1м²)
- Дальность действия по наземным целям: 148 км
- Мощность излучения (V)9: 5,6 кВт
- MTBF (среднее время между отказами): (V)1-(V)4 — 160 часов; (V)5-(V)8 — 264 часа; (V)9 — 390 часов
- MTTR (среднее время ремонта, в случае замены блока): 30 минут
- Совместим с:
  - AMRAAM, AIM-9X, и другие ракеты
  - Дисплеями F-16 Heads Down Display Set (HDDS), Multi-Function Displays (MFDs).
  - JDAM, JSOW и WCMD